# Župnija Slovenj Gradec
Župnija Slovenj Gradec je rimskokatoliška teritorialna župnija dekanije Stari trg koroškega naddekanata, ki je del nadškofije Maribor.
- cerkev sv. Elizabete - župnijska cerkev
- - podružnica